# Lokalia
Lokalia – dawna niewielka kościelna jednostka administracyjna.

## Historia
Lokalie wydzielano decyzją biskupa z części obszaru parafii. Posiadały własnego duszpasterza oraz własny zarząd majątkowy. W sprawach duszpasterskich zależały częściowo od parafii macierzystej. Tworzenie lokalii następowało zwykle z inicjatywy społeczności mieszkańców i stanowiło wstęp do utworzenia w danej miejscowości lub części miasta samodzielnej parafii. Ich tworzenie wiązało się najczęściej z budową nowego kościoła. Pojęcie lokalii nie miało umocowania w Kodeksie prawa kanonicznego z 1917.
Lokalista, czyli wikariusz zarządzający lokalią, podlegał proboszczowi. Jego jurysdykcja była w sensie prawnym delegowana, nie posiadał więc obowiązku odprawiania mszy za wiernych mieszkających na terenie lokalii. Chociaż uczestniczył w zebraniach duchownych konkretnego dekanatu, nie posiadał prawa głosu w wyborach zastrzeżonych dla proboszczów.